# Steinholzstraße 3, 4, 5, 6, 7, 8, 9 (Quedlinburg)

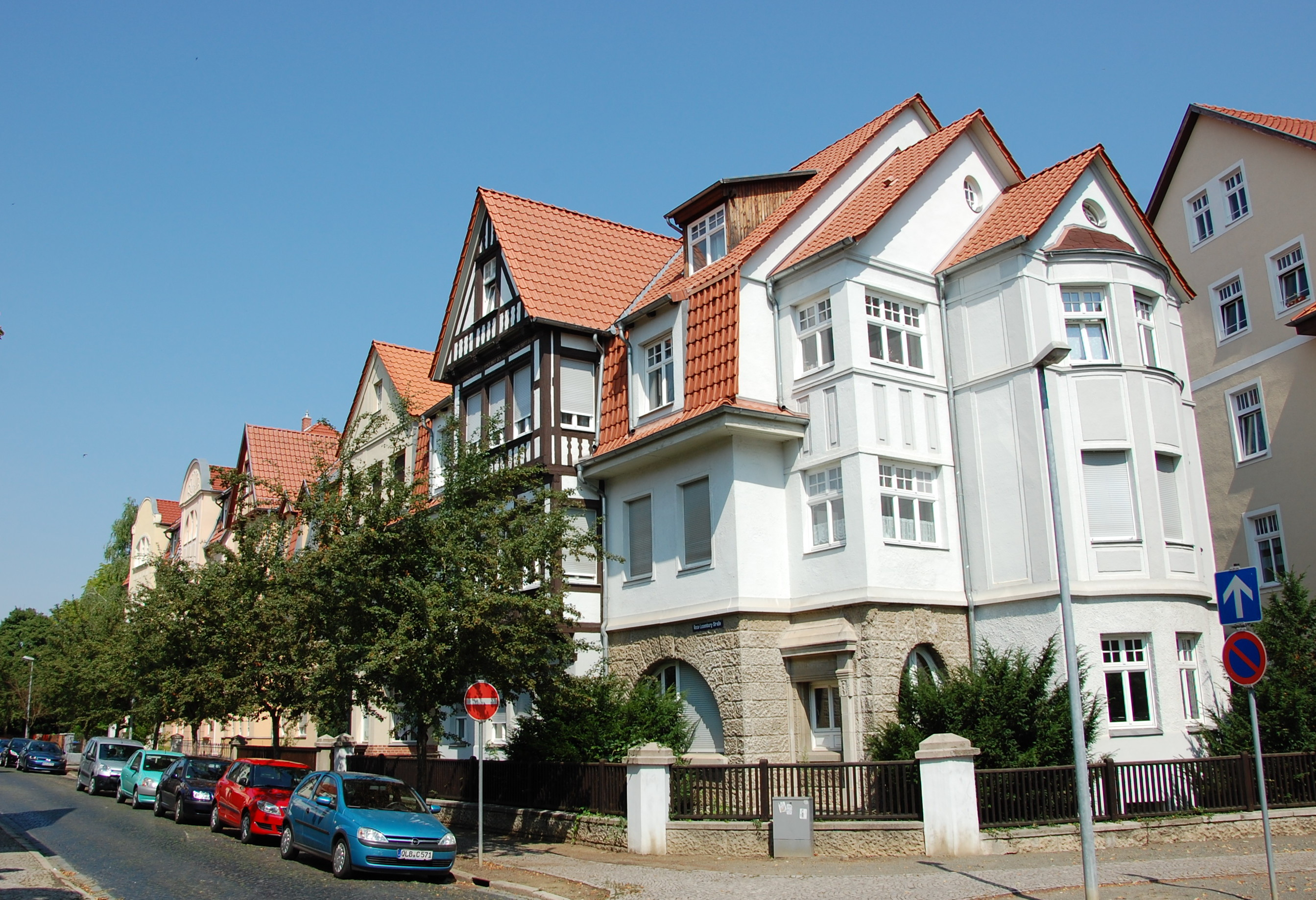
Rosa-Luxemburg-Platz, Blick von der Wallstraße

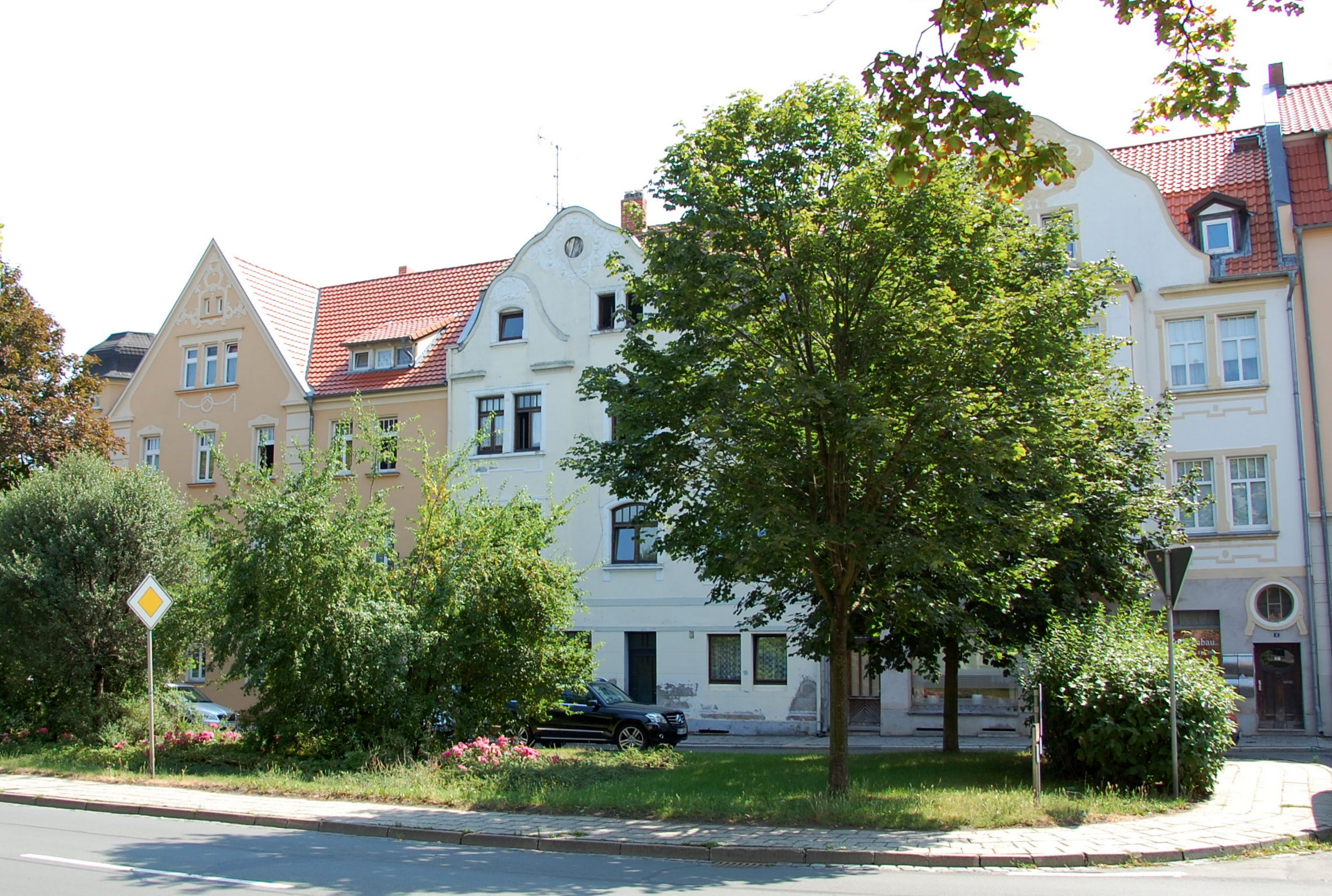
Stauffenbergplatz

Steinholzstraße 3, 4, 5, 6, 7, 8, 9 ist die im Quedlinburger Denkmalverzeichnis eingetragene Bezeichnung für einen denkmalgeschützten Straßenzug in Quedlinburg in Sachsen-Anhalt.

## Lage
Der Straßenzug liegt nordwestlich der historischen Quedlinburger Altstadt. Die Steinholzstraße mündet gemeinsam mit der Rosa-Luxemburg-Straße von Osten kommend auf den als Schmuckplatz angelegten Stauffenbergplatz.

## Anlage und Geschichte
Die Straßen entstanden im Zuge einer nordwestlichen Stadterweiterung in der Zeit um 1900. Es wurden zwei- und dreigeschossige Mietshäuser als Blockrandbebauung errichtet. Architektonisch finden sich Elemente des Historismus und des Jugendstils. So bestehen Eckerker, Loggien, Fachwerk- und Ziergiebel.
Den Häusern vorgelagert sind schmale Vorgärten. Die Straße selbst ist noch original gepflastert. Ursprünglich gehörten nach der Benennung des Denkmalbereichs auch die Objekte Rosa-Luxemburg-Straße 2–5, 8–11 und Stauffenbergplatz 1–3 zum denkmalgeschützten Bereich.
Zum Denkmalbereich gehören die auch als Einzeldenkmale geführten Gebäude Steinholzstraße 4, 5 und die Gaststätte Zur Quelle.